# Andrej Tjikatilo
 Der er for få eller ingen kildehenvisninger i denne artikel, hvilket er et problem. Du kan hjælpe ved at angive troværdige kilder til de påstande, som fremføres i artiklen.

Andrej Romanovitj Tjikatilo (russisk: Андрей Романович Чикати́ло) (født 16. oktober 1936 i landsbyen Jablutjne, Sumy oblast, Ukrainske SSR, henrettet 14. februar 1994, Novotjerkassk, Rostov oblast, Rusland)  var en russisk seriemorder, kendt som Butcher of Rostov og 'The Red Ripper.' Han blev dømt for mordene på 53 kvinder og børn i Sovjetunionen. Mordene blev begået imellem 1978 og 1990.

## Biografi

### Opvækst
Tjikatilo blev født i landsbyen Jablutjne, Ukraine, i 1936. Hans barndom var traumatisk. Stalins planer om landbrugskollektiv havde været årsag til hungersnød i området. Der var nogle beviser på, at Tjikatilos bror var blevet spist af folk fra landsbyen på grund af hungersnøden.
Da Sovjetunionen gik ind i krigen med Tyskland, under 2. verdenskrig var Tjikatilo vidne til effekten af Tysklands bombetogter.
Med faren i krig skulle den unge Tjikatilo dele seng med sin mor. Han var sengevæder, hvilket hans mor bankede og ydmygede ham for. Hans far, der blev fanget og fængslet af nazisterne under krigen, vendte dog senere hjem.
Tjikatilo klarede sig godt i skolen, men dumpede til adgangseksamen til statsuniversitet i Moskva. Efter at have færdiggjort sin værnepligt i 1960 flyttede han til Rodionovo-Nesvetajskaja og arbejdede som telefontekniker. Den eneste seksuelle erfaring, Tjikatilo havde i sin ungdom, var, da han som 18-årig havde en brydekamp med sin søsters veninde. Under denne brydekamp ejakulerede han, mens hun prøvede at slippe fri fra hans greb.
Tjikatilo blev gift i 1963 med en kvinde, som hans yngre søster havde præsenteret ham for. Parret fik en søn og en datter. Tjikatilo påstod senere, at deres ægteskabelige seksuelle forhold var minimalt, og at han ejakulerede på sin kone og derefter indførte sæden med sin finger.
At skrive var en passion for Tjikatilo, som han forblev trofast mod resten af sit liv. Tjikatilo skrev ofte anonyme klager til regeringen om sine chefer og kolleger.
I 1971 fuldførte han en eksamen i russisk litteratur via et brevkursus og prøvede derefter en karriere som lærer i Novosjakhtinsk. Der var flere klager over, at han havde begået seksuelle overgreb på sine elever. Dette blev håndteret i stilhed og uden indblanding af politiet, hvorefter han flyttede fra skole til skole. Mens han var ansat som skolelærer, skrev han artikler til den lokale avis. Artiklerne handlede om moral og etik.
Til sidst fik han arbejde som kontormand på en fabrik og brugte sine mange forretningsrejser rundt omkring i Sovjetunionen til at begå sine mord.

### De første mord
I 1978 flyttede Tjikatilo til Sjakhty, en lille kulmineby nær ved Rostov ved Don, hvor han den 22. december begik sit første dokumenterede mord. Her lokkede han en ni år gammel pige hen til et gammelt hus, som han havde købt i hemmelighed. I huset forsøgte han at voldtage hende, men pigen kæmpede imod, og han dolkede hende til døde. Han ejakulerede, mens han slog pigen ihjel. Fra da af var Tjikatilo kun i stand til at blive seksuelt ophidset og få udløsning ved at dolke kvinder og børn til døde.
På trods af et vidneudsagn, der forbandt Tjikatilo med pigens død, blev en ung mand ved navn Alekssandr Kravtjenko arresteret, dømt og henrettet for forbrydelsen.
Dette var første gang, Tjikatilo blev forbundet med et barnemord. Et vidne rapporterede at have set en mand, som passede på Tjikatilos beskrivelse med en lille pige som senere blev fundet dræbt.
Tjikatilo myrdede ikke igen før i 1982, men det år myrdede han flere gange. Tjikatilo udviklede et mønster: Han fandt bortløbne og omstrejfende børn og unge eller prostituerede og hjemløse kvinder ved bus- eller jernbanestationer og lokkede dem derefter til en nærliggende skov med penge, alkohol eller slik for derefter at myrde dem. Tjikatilo prøvede typisk at have samleje med de voksne kvindelige ofre, men var sjældent i stand til at få rejsning, hvilket sendte ham ind i et morderisk raseri - specielt hvis kvinden hånede ham om hans manglende formåen til at præstere.
I 1983 begyndte han først at myrde i juni, og inden september samme år havde han myrdet fire mennesker. 
Seks lig (ud af 14) var blevet fundet i 1983. En politienhed fra Moskva med Major Mikhail Fetisov som leder blev sendt til Rostov ved Don for at lede efterforskingen. Fetisov koncentrerede efterforskningen omkring Sjakhty og gav en retsmedicinsk analytiker ved navn Viktor Burakov ansvaret for efterforskningen. 
Politiet koncentrerede sig om mentalt syge og tidligere seksualforbrydere, og de arbejdede sig langsom igennem alle, som var kendte og udelukkede dem fra efterforskningen. Et antal unge mænd tilstod mordene, men de var alle mentalt handicappede og var bukket under for de brutale og lange afhøringer. En ung, ikke-myndig, homoseksuel mistænkt begik selvmord i sin celle i detentionen.
I 1984 fandt endnu 15 mord sted. Politiet begyndte at patruljere mere intensivt og posterede civilklædte betjente ved mange offentlige stoppesteder.

### Arresteret og løsladt
Tjikatilo blev identificeret, fordi han opførte sig mistænkeligt på en af Rostovs busstationer. Han blev arresteret og tilbageholdt. Man fandt ud af, at han allerede var under efterforskning på grund af et mindre tyveri hos en af hans tidligere arbejdsgivere, hvilket gav kriminalbetjentene ret til at tilbageholde ham i længere tid. Tjikatilos tvivlsomme fortid blev afsløret, men det gav ikke tilstrækkelig med beviser til at anklage ham for morderne. Han blev fundet skyldig i en sag og blev dømt til et år i fængsel. Han blev løsladt i december 1984 efter at have siddet i fængsel i tre måneder.
Det blev senere afsløret, at Tjikatilo var blevet udelukket som mistænkt i morderne, fordi hans blodtype var blevet testet og ikke matchede med den sæd, man havde fundet på ofrene. Det formodes, at den falske negative prøve placerer Tjikatilo iblandt de 20% af mennesker, som ikke udskiller en markør for deres blodtype via andre kropsvæsker, men dette blev aldrig bevist, mens han var i live.

### Senere mord og menneskejagten
Tjikatilo fandt et nyt arbejde i Novotjerkassk og holdt lav profil. Han dræbte ikke igen før i august 1985, hvor han myrdede to kvinder ved to forskellige lejligheder. 
Den døende politiefterforskning blev genoplivet i midten af 1985, da Issa Kostojev blev udpeget til at overtage sagen. De kendte mord omkring Rostov blev grundigt genefterforsket, og der blev endnu en runde afhøringer af kendte seksualforbrydere. I december 1985 begyndte politiet igen at patruljere jernbanestationer i og omkring Rostov. Politiet tog også initiativ til at konsultere en psykiater. Det var den første konsultation af den art i forbindelse med efterforskningen af en seriemorder i Sovjetunionen. Tjikatilo fulgte godt med i efterforskningen og styrede sine lyster i 2 år.
Tjikatilo er ikke kendt for at have dræbt igen før i maj 1987. på en forretningsrejse til Revda i Ukraine dræbte han en ung dreng. Han dræbte igen i juli 1987 i Saporisjsjia og i september 1987 i Leningrad.
I 1988 fortsatte Tjikatilo sine myrderier, men han holdt dem langt væk fra Rostov området. I april 1988 myrdede han en kvinde i Krasnyj-Sulin og myrdede yderligere otte mennesker samme år, der iblandt to ofre i Sjakhty. Igen er der en lang periode uden mord, men Tjikatilo begynder at myrde igen, og imellem januar 1990 og november 1990 myrdede han syv drenge og to kvinder.
Fundet af flere ofre startede en massiv efterforskning fra politiet. En stor del af efterforskningsholdet patruljerede tog- og busstationer og andre offentlige pladser i og omkring Rostov. De store bus- og togstationer blev patruljeret af politibetjente i uniformer. Mindre og knap så travle stationer blev patruljeret af civilklædte agenter. Ideen bag dette var, at politiet håbede, at det store antal af uniformere betjente på de store bus- og togstationer ville morderen vælge en af de mindre stationer til at finde sine ofre. Planen betød også, at mange kvindelige agenter var klædt ud som prostituerede og hjemløse mennesker. De vandrede planløst rundt på stationer og langs ruten, hvor de døde kroppe var blevet fundet.
Den 6. november dræbte og lemlæstede Tjikatilo Sveta Korostik. Da han forlod gerningsstedet, blev han stoppet af en civilklædt agent, som havde set Tjikatilo komme ud af skoven. Ifølge agenten så han mistænkelig ud. Den eneste grund til at gå ind i skoven på denne tid af året var for at samle vilde svampe, hvilket var populært i Sovjetunionen, men Tjikatilo var ikke klædt som en typisk skovvandrer. Han var iført en ret formel påklædning. Desuden havde han en nylonsportstaske, hvilket ikke var egnet til at bære svampe i. For det andet var hans tøj beskidt, og han havde udtværet blod på hans hals og øre. Tjikatilos papirer blev tjekket, og da der ikke var en gyldig grund til at arrestere ham, fik han lov til at gå. Havde betjenten tjekket Tjikatilos taske, havde han fundet Sveta Korostiks amputerede bryster. Da betjenten kom tilbage til kontoret, udfyldte han en normal rutinerapport med navnet på den person, han havde stoppet ved togstationen. Kort tid efter den episode fandt politiet to døde kroppe ikke mere end 30 fod fra hinanden nær ved stationen i Leskhos. Det blev fastlagt, at et af ofrene døde omkring det tidspunkt, hvor betjenten havde udfyldt rapporten om den mistænkelige mand tæt ved Leskhos station. Det var anden gang, Tjikatilo direkte blev forbundet med mordet på et barn.

### Anholdelse og tilståelse
Selv efter den episode havde politiet stadig ikke nok beviser til at arrestere og retsforfølge ham, men Tjikatilo blev sat under døgnovervågning af politiet. Han blev konstant skygget og optaget på video af civile agenter. 
Den 20. november 1990 forlod Tjikatilo sit hjem med en gallon flaske øl, hvilket var usædvanligt, da det på dette tidspunkt var meget svært at købe flaskeøl i Sovjetunionen. Tjikatilo blev ved med at vandre rundt i byen med flasken, og han blev ved med at prøve at få kontakt til børn, han mødte. Til sidst gik han ind på en lille cafe, hvor han købte 300 ml øl. Politiet undredes over, hvorfor han gik rundt i byen i timer for så at købe 300 ml øl. Det faktum, at han blev ved man at kontakte børn, fik politiet til at anholde ham, da han kom ud af caféen.
Politiet havde 10 dage til at anklage Tjikatilo for morderne eller lade ham gå. Efter anholdelsen fandt politiet et andet stykke af beviser mod Tjikatilo. Et af hans sidste ofre var en fysisk stærk 16-årig dreng, det var mentalt handicappet. På gerningsstedet havde politiet fundet talrige tegn på, at der havde været en fysisk kamp mellem ofret og hans morder. En af Tjikatilos fingre havde et ret frisk sår, og en lægeundersøgelse konkluderede, at såret var et menneskebid. Faktisk var hans fingerknogle brækket. Tjikatilo søgte aldrig læge til behandling af såret.
Strategien, som politiet valgte for at få ham til at tilstå, var noget usædvanligt for den tid. En af kriminalbetjentene blev ved med at fortælle Tjikatilo, at de alle troede, han var syg og havde brug for lægehjælp. Dette fik Tjikatilo, til at tro, at hvis han tilstod, ville han ikke blive retsforfulgt på grund af sindssyge.
Til sidst blev en psykiater inviteret for at ”hjælpe” Tjikatilo. Inddragelse af en psykiater under en efterforskning var noget, politiet i Sovjetunionen aldrig havde anvendt før. Psykiateren var meget forstående over for Tjikatilo mentale problemer, og efter en meget lang samtale tilstod Tjikatilo morderne. Igen var en tilståelse ikke nok til at anklage ham, for efterforskerne manglede stadig konkrete beviser. Tjikatilo indvilgede i at vise dem beviser, og han viste dem begravelsesteder for ofre, som politiet endnu ikke havde fundet. Politiet havde dermed nok beviser til at retsforfølge ham, og imellem den 30. november og den 5. december tilstod og beskrev Tjikatilo 56 mord. Tre af disse ofre var blevet begravet og kunne ikke findes eller identificeres, så disse mord blev Tjikatilo aldrig anklaget for. Antallet af forbrydelser Tjikatilo tilstod, chokerede politiet, for de havde kun 36 mord på deres liste i efterforskningen. Et antal af mord var ikke blevet linket til Tjikatilo, fordi gerningsstederne lå langt fra Tjikatilo normale jagtmarker og andre, fordi de var begravet og ikke var blevet fundet, før Tjikatilo viste politiet, hvor de var begravet.

### Fængsling
Særlige sikkerhedsforanstaltninger måtte tages, mens Tjikatilo var fængslet. Voldelige og specielt seksuelle forbrydelser mod børn er tabu i den russiske underverden. Fanger, som er dømt for at have voldtaget eller myrdet børn, har i russiske fængsler ”Cast down”(опущены) til ”kasteløse”(опущенный) status og bliver mishandlet og til tider dræbt af deres medfanger.
Dette problem blev yderligt kompliceret af det faktum, at nogle af Tjikatilos ofres slægtninge arbejdede i fængselssystemet, og der var stor sandsynlighed for, at Tjikatilo ville blive henrettet i sin celle inden sin retssag.
Tjikatilo blev sat under døgnovervågning i sin celle. Selv om den mistænkte tit opførte sig bizart foran efterforskerne, var hans opførsel ganske normal, når han troede, at ingen kiggede. Han spiste og sov godt. Han motionerede hver morgen. Han læste omfattende bøger og aviser. Tjikatilo brugte også meget tid på at skrive breve og klager til sin familie, regeringen og hele pressen. 
Mens han sad i sin celle læste han i et blad om en nominering af ”efterforskere af dette år”. Tjikatilo skrev og nominerede sine efterforskere til prisen.

### Retssagen og henrettelsen
Tjikatilo kom for retten den 14. april 1992. På trods af sin underlige og nedbrydende opførsel i retssalen blev han vurderet til at være i stand til komme for retten. Under retssagen var han indespærret i et bur i midten af retssalen. Det var lavet til ham som beskyttelse mod slægtningene til hans mordofre. Retssagen havde en meget foruroligende atmosfære. Slægtningene blev ved med at råbe fornærmelser og trusler til Tjikatilo og forlangte, at myndighederne skulle lukke ham ud, så de kunne henrette ham på deres egen måde. Der var mange slægtninge, der besvimede, når navnene på ofrene blev råbt op. 
Politiet, som var vagter inde i retssalen, måtte flere gange stoppe optøjer.
Retssagen sluttede i juli, og domfældelsen blev udskudt til den 15. oktober, hvor han blev fundet skyldig i 52 af 55 mord og dømt til døden for hver og et af dem. Da Tjikatilo fik chancen til at tale, kom han med den værste gang sludder om politiske ledere og sin impotens (på et tidspunkt tog han sine bukser af), og han forklarede sig med sine barndomstraumer. På et tidspunkt påstod han, at han havde gjort samfundet en tjeneste ved at rense ud for “ulige” personer, da mange af Tjikatilo ofre var prostituerede, alkoholikere og bortløbne teenagere.
Den 14. februar 1994 blev han henrettet med et enkelt skud i baghovedet, efter præsident Boris Jeltsin havde afvist Tjikatilos anmodning om at blive skånet.

## Film om Andrej Tjikatilo
- Citizen X (en) − fra 1995
- Evilenko - fra 2004